# Société anthroposophique universelle
La Société anthroposophique universelle est l'association internationale qui se charge de faire la promotion de l'anthroposophie de Rudolf Steiner et dont le siège est situé au Goetheanum à Dornach en Suisse.

## Histoire
La première société anthroposophique a été créée à Berlin en 1913 par Rudolf Steiner (membre de la Société théosophique) au cours de l'assemblée constitutive des 2 et 3 février. Dans cette société, Rudolf Steiner n'exerçait aucune fonction administrative. Le premier « comité directeur » de la Société anthroposophique était constitué de Marie von Sivers, Michael Bauer et du Dr Carl Unger. 
En 1923, la Société anthroposophique universelle fut fondée  à Dornach lors d'un congrès qui débuta le 24 décembre. Ce Congrès est souvent appelé le Congrès de Noël. Rudolf Steiner en devint le président puis, à sa mort en 1925, Albert Steffen lui succéda. Steiner proposa le premier comité directeur coopté aux membres du congrès. En faisaient partie : Albert Steffen, vice-président ; le Dr Guenther Wachsmuth, trésorier; la Dr Ita Wegman et la Dr Elisabeth Vreede. Albert Steffen assura la présidence de 1925 à sa mort en 1963. Le Dr. Herman Poppelbaum (1891-1979) lui succéda ensuite jusqu'en 1963 remplacé par le Dr. Rudolf Grosse. En 1975, Manfred-Schmidt Brabant (1926-2001) occupa la présidence jusqu'en 2001.
Le siège central de la société se trouve au Goetheanum à Dornach. 

## Liens avec Weleda
La Société anthroposophique universelle est actionnaire majoritaire du groupe Weleda. Un temps[Quand ?], son président, Paul Mackay, est aussi celui du groupe Weleda. Seuls les membres de la Société anthroposophique universelle peuvent détenir des actions nominatives du groupe Weleda.